# كولين استراز كاذب
إنزيم الكولين استراز الكاذب (بالإنجليزية: pseudocholinesterase)‏ ويعرف أيضا باسم بوتريل كولين استراز (بالإنجليزية: Butyrylcholinesterase)‏ وكولين استراز البلازما (بالإنجليزية: plasma cholinesterase)‏ هو إنزيم كولين استراز غير نوعي يحلل العديد من الاسترات المختلفة المستندة إلى الكولين. في البشر يتم تصنيعه في الكبد، ويوجد بشكل أساسي في بلازما الدم.
يشبه كولين استراز كاذب إلى حد بعيد الأسيتيل كولين استراز الموجود في الخلايا العصبية، والذي يُعرف أيضًا باسم الكولين استراز الدم أو كولين استراز كريات الدم الحمراء. عادة ما يستخدم مصطلح «كولين استراز المصل» في إشارة إلى الاختبار السريري الذي يعكس مستويات كل من هذه الإنزيمات في الدم. ويمكن استخدام اختبار نشاط بوتريل كولين استراز في البلازما كاختبار وظيفي للكبد، حيث يشير كل من فرط الكولين استراز في الدم ونقص الكولين استراز في الدم إلى حالات مرضية. وتمتد فترة نصف العمر لإنزيم الكولين استراز الكاذب ما يقرب من 10 إلى 14 يوما.